# Tomiño
Tomiño es un municipio situado en la parte suroeste de la provincia de Pontevedra, en Galicia (España), y forma parte de la comarca del Bajo Miño. 

## Límites
Limita al norte con el municipio de Gondomar, al noreste con el municipio de Tuy, al este y sur con Portugal, al suroeste con el municipio de El Rosal y al oeste con el municipio de Oya.

## Historia
En general, todo el Bajo Miño es un territorio con presencia humana desde tiempos remotos. Los numerosos restos paleolíticos encontrados constatan la presencia humana hace ya más de 200 000 años. Los diferentes momentos culturales que se suceden dejaron abundantes vestigios arqueológicos en la zona: útiles paleolíticos, túmulos, petroglifos, poblados castrexos… y marcan las sucesivas épocas de humanización del territorio.
La presencia de diversos castros corrobora la existencia en la comarca de poblados y en continuo crecimiento, en una época que podría iniciarse alrededor de los siglos VII-VI a. C. y permanece hasta la romanización, que tendrá lugar en el siglo I a. C. La presencia romana durará cinco siglos, y será seguida del período germánico a partir del siglo V y hasta el VIII, momento en que se inicia la Edad Media.
Desde este momento, la sede episcopal de Tuy junto con monasterios medievales, especialmente el de Oya a partir del siglo XII, se configuran como dos señoríos eclesiásticos de gran influencia sobre toda la comarca, y no dejan mucho poder a los señoríos laicos, como podía ser el de Tebra. Tomiño aparece relacionado con los monasterios de Barrantes y Santa María.
La época Moderna vendrá marcada por los continuos enfrentamientos con Portugal, que luchará por su independencia a lo largo del siglo XVII, y dejará el territorio definitivamente configurado con su carácter fronterizo. Fruto de esta intensa actividad bélica serán las numerosas fortificaciones que encontramos por todo el territorio.
La creación del nuevo sistema de administración municipal y judicial en el siglo XIX dio paso a la constitución de los ayuntamientos que hoy forman el Bajo Miño. Tuy pasará a ser sede de la administración civil y judicial, consolidándose como núcleo principal de la comarca. 
El ayuntamiento de Tomiño estará situado en Vilachán hasta 1816, año en que se trasladará al lugar del Seixo, hasta la actualidad.
Hacia mediados del siglo XIX, el ayuntamiento tenía contabilizada una población de 8710 habitantes. Aparece descrito en el decimoquinto volumen del Diccionario geográfico-estadístico-histórico de España y sus posesiones de Ultramar de Pascual Madoz con las siguientes palabras:

TOMIÑO: ayunt. en la prov. de Pontevedra (9 leg.), part. jud. y dióc. de Tuy (2), aud. terr. y c. g. de la Coruña (30). sit. á la der. del r. Miño en el estremo meridional de la prov.: reinan con mas frecuencia los aires del N. y S.; el clima es templado y sano. Comprende las felig. de Amorin, San Juan; Barrantes, San Vicente; Bilamean, San Benito; Curras, San Martin; Estás, Santiago; Figueiró, San Martin; Forcadela, San Pedro; Goyan, San Cristobal; Pinzas, Sta. Maria; Piñeiro, San Salvador; Sobrada, San Salvador; Taborda, San Miguel; Tebra, Sta. Maria; Tebra, San Salvador y Tomiño, Sta. Maria (cap.). Confina el térm. municipal por N. con los de Tuy y Gondomar; al E. con el rio Miño; por S. con ayunt. de la Guardia, y al O. con los de Oya y Bayona. El terreno participa de monte y llano, y de las 3 calidades: le cruzan los riach. de Piñeiro, que nace en la parr. de Malvas: el de Pinzas cuyo orígen existe en la parr. del mismo nombre, el Barrantes que nace en los montes de dicha felig.: el de Cobelo que nace en Estás, y el de Pazo cuyo nacimiento existe en la felig. de Goyan; sobre todos hay puentes para servicio de los pueblos; y todos van á desaguar al r. Miño en direccion de N. á S.: en la parte montuosa únicamente se crian tojos y yerbas de pasto. Los caminos se dirigen á Tuy, Oya y otros puntos; su estado es regular. El correo se recibe en la adm. de Tuy, y en una carteria que hay en Goyan. prod.: maiz, trigo, centeno, castañas, judias, vino, patatas, lino, maderas, y frutas: hay ganado vacuno, y poco lanar y cabrio; caza de conejos, liebres y perdices, y pesca de truchas, anguilas, lampreas, sabalos y salmones. ind.: la agrícola, molinos harineros, y sierras de agua para corte de maderas. pobl.: 2,142 vec., 8,710 alm. contr.: (V. el cuadro sinóptico del part. jud.)
(Madoz, 1849, pp. 18-19)

## Geografía humana

### Demografía
Cuenta con una población de 13 782 habitantes (INE 2024).
| Gráfica de evolución demográfica de Tomiño entre 1842 y 2021                                                          |
| |
| Población de derecho según los censos de población del INE. Población de hecho según los censos de población del INE. |

- Población extranjera: 532 (INE 2008)
- Edad media: 41,5 (IGE 2007)
- Saldo vegetativo: -12 (IGE 2007)
- Saldo migratorio: +345 (IGE 2007)

### Parroquias
Parroquias que forman parte del municipio:
- Amorín (San Juan)
- Barrantes (San Vicente)
- Currás (San Martín)
- Estás (Santiago)
- Figueiró (San Martín)
- Forcadela (San Pedro)
- Goyán[4]
- Pinzás (Santa María)
- Piñeiro (San Salvador)
- Santa María de Tebra (Santa María)
- Sobrada (San Salvador)
- Taborda (San Miguel)
- Tebra (San Salvador)
- Tebra (Santa María)
- Tomiño (Santa María)
- Vilameán (San Bento)

## Administración Local
Alcaldes
- Sandra González Álvarez (2010-actualidad)
- José Luis Fernández Lorenzo (1983-2006)
- Pablo Álonso Pérez (1979-1983)
- Manuel Vicente Alonso (1936)

Corporación Municipal
| Resultado elecciones municipales del 25 de mayo de 2015 en Tomiño |       |            |            |
| Nombre                                                            | Votos | Porcentaje | Concejales |
| Bloque Nacionalista Galego                                        | 3.949 | 52.30%     | 10         |
| Partido Popular de Galicia                                        | 1.887 | 24.99%     | 4          |
| Centristas de Tomiño                                              | 955   | 12.65%     | 2          |
| Partido dos Socialistas de Galicia                                | 646   | 8.56%      | 1          |

## Colegios
- IES de Tomiño (en Tomiño)
- CEIP Pintor Antonio Fernández (en Goián)
- CEIP de Sobrada (en Sobrada)
- CEP Pedro Caselles Beltrán (en Tomiño)(antes llamado, Colegio do Mosteiro)
- CRA Mestre Manuel Garcés (en Tomiño)
- CEIP Santa María de Tebra.
- CEIP de Barrantes

## Deportes
- Tomiño Fútbol Club.
- Goián Futbol Club.
- Tomiño Fútbol Club
- Tebra Fútbol Club.
- A.D. Tomiño Fútbol Base.
- Barsminho Street Workout

## Festividades
En Tomiño se celebran diversas fiestas:
- Cabalgata de Reyes (Organizada por la Consejería)
- Fiestas de San Vicente (Barrantes)
- Carnaval (con desfile de carrozas)
- Fiesta del Cocido (San Blas)
- La Milagrosa
- San Juan
- Festa da Árbore
- Romaría da Magdalena (Monte da Pedrada, Barrantes)
- Nuestra Señora y San Roque
- Romaría da Virxe de Grixó (Barrantes - Tebra)
- Nuestra Señora del Alivio (fiesta patronal)
- Festa da Rosca
- Fiestas de Virxe Peregrina y San Sebastián en Estás
- Fiestas de La Empanada y fiesta de la bicicleta (Estás)
- Fiestas de Piñeiro (San Lorenzo y Cristo de la Salud)
- Romería do cabalo en Piñeiro.
- Virxe do Libramento en Tebra
- San Miguel (Barrantes)
- Fiestas patronales de Goián: San Cristóbal y Virgen de los Remedios.
- Fiesta del Cristo (Sobrada)
- Lanzo da Crus (Romería que se celebra desde hace 30 años junto con el municipio vecino de Valença, Portugal)
- Virxe da Escravitude (En Forcadela)
- San Pedro de Forcadela (Patrón de Forcadela)
- San Martín de Tours (Patrón de Currás).

## Gastronomía
En Tomiño hay una excelente calidad en la materia prima. La proximidad del mar y del río hacen que tenga una gran calidad de pescado y marisco. Uno de los pescados más populares es la lamprea, que tiene gran importancia en la zona. 
Además son también de importancia los productos de la huerta, ya que el microclima del Bajo Miño eleva la calidad de estos productos, de los cuales cabe destacar el kiwi y el mirabel, que se suele servir en almíbar.
Otro dulce típico de la zona es la rosca tomiñesa, que cuenta con una fiesta gastronómica en su honor. Destaca también por su originalidad el licor de cilantro, una hierba aromática muy apreciada, que comenzó a destilarse artesanalmente en Goián, donde una empresa local lo produce con técnicas artesanales.[cita requerida]